# سیل مرداد ۱۳۹۶ شمال ایران
سیل مرداد ۱۳۹۶ شمال ایران از روز پنجشنبه ۱۹ مرداد آغاز شد و در ۵ استان جاری گردید. بارش‌های شدید باران در استان‌های گلستان، گیلان، خراسان رضوی، خراسان شمالی و سمنان موجب جاری شدن سیل شد و بر اثر آن ۱۴ نفر جان خود را از دست دادند.

## تلفات و خسارات
به دلیل بارش شدید باران در ۵ استان ایران سیل جاری شده و ۱۴ نفر کشته شدند، یک نفر در استان خراسان شمالی، چهار نفر در استان گلستان و نه نفر در استان خراسان رضوی. ۴ نفر نیز در استان خراسان رضوی مفقود شده‌اند.
در خراسان شمالی ۴ نفر در یک خودرو بودند و آب خودرو آن‌ها را با خود برد که در این حادثه یک نفر از آن‌ها جان خود را از دست داد.
مفقود شدن چند نفر نیز باعث نگرانی مردم شده است.
قطعی برق و بسته شدن جاده‌ها از خساراتی است که این سیل ایجاد کرده است.
در استان خراسان رضوی ۵۸ روستا درگیر سیل شدند و سیل نزدیک به ۱۰۰ خودرو را با خود برد.

## مناطق سیل‌زده
در استان‌های گلستان، گیلان، خراسان رضوی، خراسان شمالی و سمنان، سیل جاری شده است، از جمله شهرهای قوچان، کلات و نیشابور و کلاله استان گلستان